# Östra Tollstad
Östra Tollstad är kyrkbyn i Östra Tollstads socken, Mjölby kommun, Östergötlands län, och ligger strax sydost om Mantorp. 
I byn ligger Östra Tollstads kyrka.